# SMS Augsburg
Az SMS Augsburg a Német Császári Haditengerészet egyik Kolberg-osztályú könnyűcirkálója – korabeli német terminológia szerint kiscirkálója – volt. Testvérhajói a Kolberg, a Cöln és az Mainz voltak. A Kaiserliche Werke építette meg Kielben 1908 és 1910 között, szolgálatba állításakor a Nyílttengeri Flotta kötelékébe került. Fő fegyverzetét 12 darab 10,5 cm-es űrméretű ágyú alkotta és 26,7 csomós csúcssebesség elérésére volt képes.
Szolgálatba állítása után előbb torpedóteszteknél, majd tüzérségi gyakorlatoknál alkalmazták. Az első világháború kitörése után a balti-tengeri haderőhöz osztották be és az egész háború ideje alatt ezen a hadszíntéren szolgált. 1914. augusztus 2-án részt vett a Libau elleni rajtaütésben, ahol a Magdeburggal közösen végrehajtott hadműveletben első alkalommal nyitottak tüzet orosz célpontokra. Egy évvel később, 1915 augusztusában részt vett a Rigai-öbölben vívott csatában, majd 1917 októberében az Albion hadműveletben több kisebb hadművelet mellett. Egy alkalommal, 1915 januárjában aknára futott, de pár hónap alatt helyre tudták hozni. A háború után Japánnak ítélték oda hadizsákmányként, ami után 1922-ben lebontották.

## Műszaki leírás

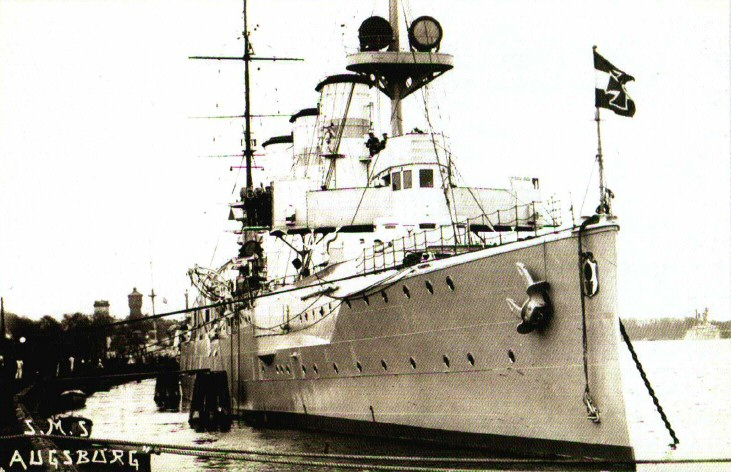
A cirkáló Swinemündében (1912 körül)

Az Augsburg teljes hossza 130,5 m, legnagyobb szélessége 14 m, legnagyobb merülése 5,58 m, (elől 5,45 m) vízkiszorítása 4362 t volt teljes terhelés mellett. Két pár Parsons gőzturbinája négy hajócsavart forgatott meg, ehhez a turbinákat tizenöt széntüzelésű kazán látta el gőzzel. A hajtóművek teljesítménye 30 400 le volt, amivel 26,7 csomós sebesség elérésére volt képes. 940 t szenet tudott magával szállítani, ami révén a hatótávolsága 3500 tengeri mérföld (6500 km) volt 14 csomós sebesség mellett. Alapszemélyzetét 18 tiszt és 349 sorállományú adta.
A hajót 12 darab 10,5 cm-es SK L/45 gyorstüzelő ágyúval szerelték fel, melyek önálló lövegtalpakon kaptak helyet. Kettő egymás mellett volt elhelyezve a hajó elején, nyolc volt elhelyezve a hajó közepén (négy-négy mindkét oldalon) és kettő egymás mellett a hajó hátsó részén. Ezen ágyúk lőtávolsága 12 700 m volt és 1800 lövedéket tudtak elhelyezni a lőszerraktárakban számukra, így minden ágyúra átlagban 150 jutott. Ezeket az ágyúkat 1916-17 folyamán hat 15 cm űrméretű (L/45) lövegre cserélték. Légvédelmi tüzérségét négy darab 5,2 cm-es SK L/55 gyorstüzelő ágyú alkotta, melyekhez 2000 darab lőszer állt raktáron. 1918-ban ezeket 8,8 cm-es (L/45) lövegekre cserélték. Két vízvonal alatt beépített 45 cm-es torpedóvető csővel rendelkezett, amiken felül 1918-ban még két 50 cm-es űrméretűt kapott, melyeket a fedélzetén helyeztek el. Alkalmas volt 100 darab akna szállítására.
A hajó fedélzetének páncélvastagsága a legvastagabb részen 40 mm-es volt. A parancsnoki torony páncélja 100 mm-es vastagságú volt, a lövegpajzsoké 50 mm.

## Szolgálata

### Békeidőben
Az Augsburgot Ersatz Sperber névvel – a Sperber ágyúnaszád pótlására – rendelték meg és 1908-ban fektették le a gerincét Kielben a Kaiserliche Werftnél. A vízrebocsátására 1909. július 10-én került sor. A próbajáratai során részt vett a Kieli-öbölben elsüllyedt U 3 jelű tengeralattjáró mentési és kiemelési munkálataiban. Teljes felszerelését követően 1910. október 1-én a Nyílttengeri Flotta állományába került, legénysége jórészt a szolgálatból kivont Undine könnyűcirkálóról érkezett. Előbb torpedógyakorlatok, majd 1912-től tüzérségi gyakorlatok elvégzéséhez használták, mely utóbbi feladathoz jelentősen át is építették. 1913 január 30-án erős vihar sodorta ki Sonderburg kikötőjéből és partra sodródott. A helyszínre érkező mentőhajók négy órai munkával sikeresen kiszabadították. 1914. május 20-án látogatást tett a skóciai Dundee városába. Fischer sorhajókapitányt és a legénység tagjait a lord prépost üdvözölte „a legnagyobb barátságot mutatva.”

### Első világháború

#### 1914

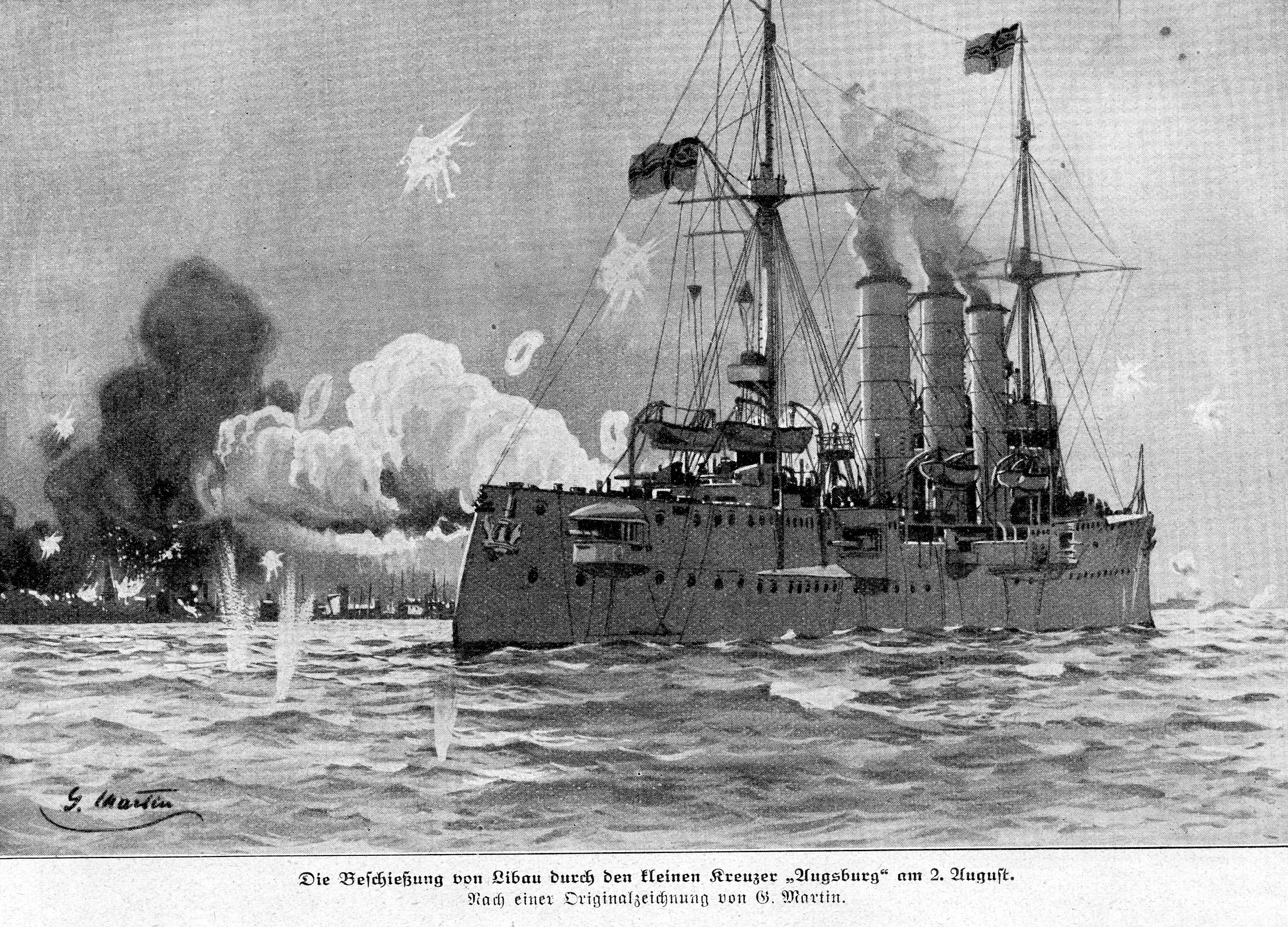
Az Augsburg Libau lövetése közben
(G. Martin alkotása)

Az első világháború kitörésekor 1914 augusztusában a Balti-tengerre osztották be, Robert Mischke ellentengernagy parancsnoksága alá. Augusztus 2-án Libau kikötője előtt aknazárt telepített, majd az őt kísérő Magdeburg cirkálóval közösen lőni kezdte az itteni kikötőt (Libau elleni rajtaütés). Az orosz flotta egységei eddigre azonban már elhagyták Libaut, a helyőrésg pedig egy német partraszálló hadművelettől tartva a bombázás hatására maga semmisítette meg a jelentős lőszer- és szénkészleteket. Az Augsburg által telepített aknákat pontatlanul jelölték be és ez a német hadműveleteket jobban korlátozta, mint az oroszokat. Az Augsburg és a Balti-tengeren állomásozó német könnyű erők az ezutáni időszakban egy sor rajtaütést hajtottak végre a partmenti orosz állások ellen. Augusztus 17-én az Augsburg, a Magdeburg, három romboló és a Deutschland aknarakó összefutott az orosz Admiral Makarov és Gromoboj páncélos cirkálókkal. Az orosz parancsnok a német könnyűcirkálókat a Roon és a Prinz Heinrich páncélos cirkálóknak vélte, ezért nem intézett ellenük támadást, hanem visszavonult.
Szeptemberben a balti könnyű erőket a IV. csatahajórajjal erősítették meg, ami a Braunschweig- és Wittelsbach-osztályok régi építésű csatahajóiból álltak, továbbá a Blücher páncélos cirkálóval (nagycirkálóval). Szeptember 3-ával kezdődően a németek kifutottak a Balti-tengerre. A hadművelet során szeptember 6-án az Augsburg észlelte az orosz Pallada és Bajan cirkálókat és a Novik rombolót, melyekkel tűzharcba keveredett. Ez volt az első összecsapás német és orosz hadihajók között a háború folyamán. Eközben megpróbálta őket a Blücher irányába csalogatni, de az oroszok nem követték, hanem visszavonultak. Szeptember 7-én az Augsburg és a V 25 jelű romboló behajózott a Botteni-öbölbe és elsüllyesztették az Uleaborg nevű orosz gőzhajót Raumo közelében. 9-ikére a német flotta visszatért a támaszpontjaira.
Az 1914. november 17-én reggel az aknamezőkkel védelmezett Libau elleni támadás során a Friedrich Carl páncélos cirkáló 30 tengeri mérföldre Memeltől két aknára is ráfutott és fel kellett adni, a túlélőit az Augsburg vette a fedélzetére. A támadást ezután lefújták.

#### 1915–1916

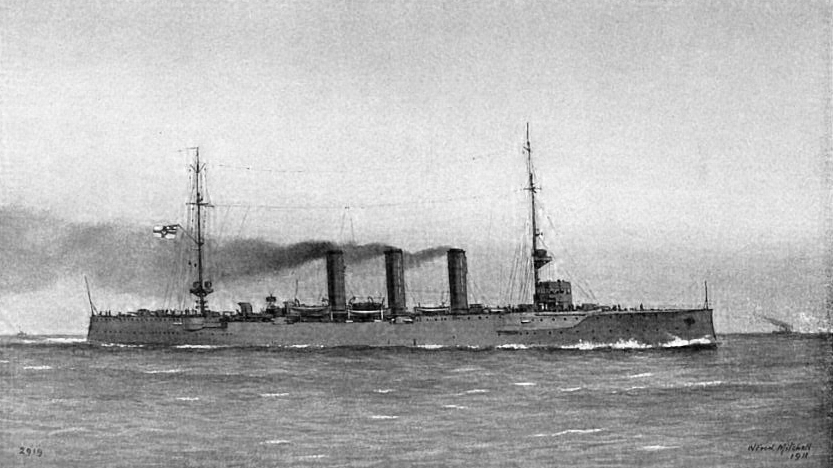
Illusztráció az Augsburgról

Egy újabb Libau elleni támadás során 1915. január 24-25-én az Augsburg egy Bornholm szigete előtti orosz aknamezőn aknára futott, fedélzetén nyolcan veszítették életüket. A legénységének sikerült a felszínen tartania a hajót és még saját erőből el tudta érni Stettint. A hamburgi Blohm & Voss hajógyárban végzett javítások után áprilisban állt ismét szolgálatba, ami után részt vehetett a Libau elfoglalására irányuló nagy hadműveletben. A német hadsereg a Gorlice-Tarnównál a Monarchiával közösen indítandó offenzíváról igyekezett elterelni az oroszok figyelmét a kikötőváros elleni támadással, amihez a hadiflottájuk támogatását is igénybe vették. A flotta a Beowulf partvédő páncélost, három páncélos cirkálót, három könnyűcirkálót (közte az Augsburgot) és nagy számú rombolót és aknaszedőt különített ki a feladatra. Ezen túl a IV. felderítő csoport négy könnyűcirkálóját és 21 rombolót irányították át az Északi-tengerről a hadművelet támogatására. A német hadsereg 1915 májusában foglalta el Libaut, amit ezután előretolt bázisként használt a haditengerészetük. Később az év folyamán az Augsburg a Lübeck könnyűcirkálóval egy aknazárt kellett volna létrehozzon a Finn-öböl bejáratánál, de a Thetis cirkáló elleni tengeralattjáró-támadás miatt ezt az akciót végül lefújták.

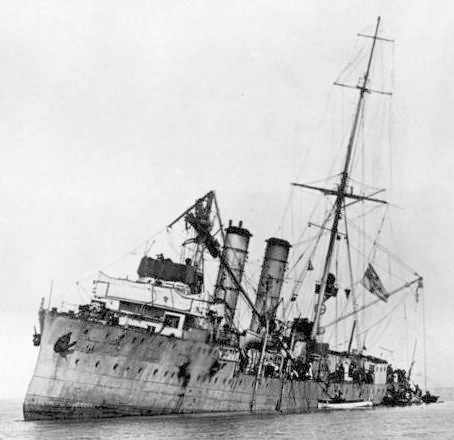
A zátonyra futott Albatross

1915 június végén a cirkáló egy több napig tartó aknatelepítési hadművelet biztosításában vett részt, melynek keretében az Augsburg és a Lübeck könnyűcirkálók a Roon páncélos cirkálóval és hét rombolóval kísérték az Albatross aknarakó cirkálót, mikor az Bogskär előtt aknazárt telepített. Az Augsburg Johannes von Karpf sorhajókapitány (Kommodore), a hadművelet parancsnokának vezérhajójaként szolgált. Az orosz Okun tengeralattjáró két torpedót lőtt ki az Augsburgra június 28-án éjjel, de egyikkel sem talált.  Az aknák telepítése után Karpf üzenetet küldött a parancsnokságra, melyben tudatta, hogy elvégezte a feladatot és visszatér a támaszpontra. Ezt az üzenetet vételezték az oroszok is és ez alapján a német kötelék elfogására indulhattak. Négy orosz páncélos cirkáló, köztük a nagy tűzerővel rendelkező Rurik futott ki a németek elfogására. Karpf szétszóródásra adott parancsot a kötelékének röviddel azelőtt, hogy találkozott az oroszokkal. Az Augsburg, az Albatross és három romboló Rixthöft, míg a többi hajó Libau felé vette az irányt.
Július 2-án röviddel 06:30 után az Augsburg őrszemei észlelték az orosz haderőt, mire Karpf a lassabb Albatrosst arra utasította, hogy a semleges svéd vizeken keressen menedéket, míg ő maga az Augsburg és a rombolók nagy sebességét kihasználva igyekezett elmenekülni az oroszok elől. Az ezután kialakult ütközetben (Gotlandi rajtaütés) az oroszok teljes tüzüket az aknarakóra koncentrálták az Albatross súlyos sérüléseket szenvedett és a svéd vizeken zátonyra futott. Az oroszok ezután a másik német csoport felé vették az irányt, de mivel kevés lőszerük maradt, megszakították az műveletet.
Július folyamán az egyik Rigai-öböl felé tett előretörés során a cirkáló érintette a tengerfeneket. A sérülései kijavítására Kielbe hajózott, ahol ekkor a tüzérségét is 15 cm-es lövegekre cserélték és a hajóhidat is átépítették.
Az Augsburg 1915 augusztusában annak a csoportnak a tagja volt, mely részt vett a Rigai-öbölben vívott csatában. A Nyílttengeri Flotta egy jelentős különítménye – benne nyolc dreadnought mintájú csatahajóval és három csatacirkálóval – át lett helyezve a Balti-tengerre, hogy részt vegyenek egy a Rigai-öböl orosz erőktől való megtisztítására irányuló hadműveletben. Az Augsburg az augusztus 16-ai második támadásban vett részt, melyet a Nassau és a Posen csatahajók vezettek. Augusztus 19-én az Augsburg két orosz ágyúnaszáddal futott össze, a Szivuccsal és a Korietzcel. Az Augsburg és a Posen elsüllyesztették a Sivucsot, míg a Korietznek sikerült elmenekülnie. Eddigre az orosz flotta felszíni erőinek sikerült visszavonulnia a Moonsundba (Moon-szorosba), az orosz aknák és tengeralattjárók jelentette fenyegetés miatt pedig a németek elhagyták a Rigai-öblöt. Október 13-án egy ismeretlen tengeralattjáró torpedót lőtt ki az Augsburgra, de a torpedója nem talált célt.
Egy évvel később, 1916 szeptemberében részt vett egy a Rigai-öbölbe való betörésben az Irbe-szoroson át. Főképp a Szlava csatahajó által tanúsított kemény orosz ellenállás a németeket az öböl elhagyására kényszerítette.

#### 1917–1922
1917 novemberében az Augsburg részt vett a Nyugatészt-szigetek elfoglalására irányuló támadásban, az Albion hadműveletben. A hadművelet során a VI. felderítőcsoporthoz osztották be a Straßburg és a Kolberg mellé. 1917. október 14-én 06:00-kor hagyta el a három könnyűcirkáló Libaut, hogy aknamentesítő hajókat kísérjenek a Rigai-öbölbe. A célterület megközelítése közben orosz 30,5 cm űrméretű partvédelmi ágyúk tüzébe kerültek és átmenetileg visszavonulásra kényszerültek. 08:45-kor azonban a Mikajlovszk-homokpadnál vetettek horgonyt és az aknakeresők hozzáláttak egy sáv megtisztításához az aknamezőben. Két nappal később az Augsburg csatlakozott a König és a Kronprinz csatahajókhoz egy a Rigai-öbölbe tett hadművelethez. Míg a csatahajók az orosz tengeri erőket kötötték le, addig az Augsburgnak Arensburg elfoglalását kellett biztosítania.
Az oroszokkal kötött fegyverszüneti egyezményt követően 1918 januárjában a tengeralattjáró-felügyelőség alá osztották be. 1918. július 20-át követően a Stettin könnyűcirkálót váltotta az aknarakó- és aknatelepítő csoportok élén. Új horgonyzóhelye Cuxhaven lett, ahol a háború után bő egy hónappal, 1918. december 17-én szolgálaton kívül helyezték. Ezt megelőzően 1918 novemberében a munkás és katonatanácsok matrózai Cuxhavenben rövid időre átvették felette az irányítást. A munkás- és katonatanácsok utasítására a novemberi forradalom (vörös) zászlaja alatt az Elbán Hamburg felé hajózott fel, hogy támogassa a forradalmi eseményeket.
A háborút lezáró 1918 novemberi fegyverszünetben az Augsburg nem szerepelt az internálandó egységek között, de vissza kellett térnie Németországba, ahol le kellett szerelni. A versailles-i békeszerződés a cirkálót át kellett adni a győztes hatalmaknak. 1920. szeptember 3-án Japánnak ítélték oda hadizsákmányként "Y jóvátételi hajó" megjelöléssel. A japánok úgy ítélték meg, hogy nem fogják tudni hasznát venni a szerzeményüknek, ezért a lebontása mellett döntöttek. Erre Dordrechtben került sor 1922-ben.

## Parancsnokok
| 1910. november – 1911. március | Ernst-Oldwig von Natzmer korvettkapitány / fregattkapitány |
| 1911. március–szeptember       | Johannes von Karpf fregattkapitány / sorhajókapitány       |
| 1911. október – 1912. július   | Heinrich Rohardt fregattkapitány                           |
| 1912. július – szeptember      | Viktor Reclam fregattkapitány                              |
| 1912. október – 1914. október  | Andreas Fischer fregattkapitány / sorhajókapitány          |
| 1914. október – 1917. január   | Johannes Horn korvettkapitány / fregattkapitány            |
| 1917. január – július          | Siegfried Westerkamp korvettkapitány / fregattkapitány     |
| 1917. július – 1918. március   | Max Lutter fregattkapitány                                 |
| 1918. március – május          | Fritz Müller-Palm fregattkapitány                          |
| 1918. május – július           | Eduard Bartels fregattkapitány                             |
| 1918. július – szeptember      | Max Gréus sorhajóhadnagy (képviseletben)                   |
| 1918. szeptember - december    | Bernhard Bobsien korvettkapitány                           |

## Fordítás
- Ez a szócikk részben vagy egészben  a   SMS Augsburg című német Wikipédia-szócikk ezen változatának fordításán alapul.  Az eredeti cikk szerkesztőit annak laptörténete sorolja fel. Ez a jelzés csupán a megfogalmazás eredetét és a szerzői jogokat jelzi, nem szolgál a cikkben szereplő információk forrásmegjelöléseként.
- Ez a szócikk részben vagy egészben  a   SMS Augsburg című angol Wikipédia-szócikk ezen változatának fordításán alapul.  Az eredeti cikk szerkesztőit annak laptörténete sorolja fel. Ez a jelzés csupán a megfogalmazás eredetét és a szerzői jogokat jelzi, nem szolgál a cikkben szereplő információk forrásmegjelöléseként.

## Kapcsolódó olvasmányok
- Spoils of War: The Fate of Enemy Fleets after the Two World Wars. Barnsley: Seaforth Publishing (2020). ISBN 978-1-5267-4198-1
- The Kaiser's Cruisers 1871–1918. Annapolis: Naval Institute Press (2021). ISBN 978-1-68247-745-8
- (1986) „Question 6/85”. Warship International XXIII (3), 311. o. ISSN 0043-0374.

## Linkek
- Kleiner Kreuzer SMS Augsburg. (Hozzáférés: 2023. július 10.)
- S.M.S. Augsburg (1909). (Hozzáférés: 2023. július 10.)